# Краљевина Сицилија
Краљевина Сицилија (лат. Regnum Siciliae, итал. Regno di Sicilia, сицил. Regnu di Sicilia, шп. Reino de Sicilia) краљевина је које су 1130. године основали Нормани. У почетку није обухватало само острво Сицилију, него и југ Италије.
После побуне на Сицилији 1282. против Анжујаца, Сицилија је постала независна и настале су две краљевине Сицилије. Једна краљевина се данас ретроактивно назива Напуљска краљевина и обухватала је југ Италије, а друго краљевина се називала краљевина Сицилије. Тек 1816. две краљевине Сицилије ујединила су се у Краљевину Две Сицилије.

## Норманска краљевина
Нормани су дошли у јужну Италију током 11. века. Јужна Италија је тада углавном припадала Византији. Постојали су и аутономни ломбардски градови државе у Кампанији. Нормани под вођством Роберта Гвискара и његова брата Руђера I Сицилијанског контролишу већи део Апулије и Калабрије до 1059, а 1061. започињу инвазију Сицилије и тридесетогодишњу борбу са Сараценима за Сицилију. Заузели су 1072. Палермо, а тиме и већину Сицилије. Задње сараценско упориште је пало 1091. године.
Током власти Руђера II Сицилијанског Сицилија постаје 1130. краљевина Сицилија. Обухватала је Сицилију и југ Италије. Руђер II Сицилијански владао је до 1154. моћном краљевином, које је обухватало поред Сицилије и југа Италије и острво Малту и разне обалне територије северне Африке. Краљевина Сицилија је постала једна од најбогатијих држава Европе, а према историчару Џону Јулиусу Норвичу, Палермо је био богатији од Енглеске тога доба. Нормански краљеви су се ослањали на локалну сараценско и грчко становништво при администрацији и владању краљевином. Арапски и грчки су били језици администрације, а нормански француски је био језик краљевског двора.
Нормани су с друге стране били значајни због промена језика, религије и становништва. Већ Руђеро I охрабрује усељавање из јужне Италије и Кампаније. Усељавали су углавном Ломбарди, који су били католици и говорили су латински. Временом Сицилија постаје католичка земља, а појављује се верзија латинског.
Вилијам II Сицилијански је владао од 1166. до 1189. Током његове власти гради се катедрала у Монреалу, која је најбољи преживели пример сицилијанско-норманске архитектуре. Оженио се Јованом Енглеском, која је била ћерка Хенрија II и сестра Ричарда Лављег Срца. Када је Вилијам II Сицилијански умро 1189, то је означавало крај династије Отвил. Наследник је требало да буде Констанца Сицилијанска, која је била удата за Светог римског цара Хенрика VI из династије Хоенштауфен, што је значило да заправо круна припада њему. Локално племство се није слагало с тим, па бирају Танкреда I Сицилијанског, незаконитог сина краља Руђера II.

## Власт Хоенштауфоваца
Хенрик VI није одмах успео да освоји краљевину Сицилију. Опседао је 1191. Напуљ, али морао је дигнути опсаду, када му је војска била погођена епидемијом. Хенрик VI је добио 1194. огроман новац од откупа Ричарда Лављег Срца. С тим новцем је створио јаку војску, која је освојила Сицилију 1195. године. Хенрик VI је умро већ 1197. године.
Његова жена Констанца Сицилијанска је била регент Сицилије, док је Фридрих II био малољетан. Фридрих II је био краљ Сицилије од 1198. до 1250. године. Током његове власти краљевина Сицилија је постала апсолутна монархија, прва централизована држава у Европи током феудализма. Фридрих II је био показивао велики интерес за науку, књижевност и образовање. Основао је 1224. један од првих универзитета Европе, Универзитет у Напуљу. Основао је сицилијанску школу поезије, где се први пут користи један облик италијанског у књижевности.
Наследили га је син Конрад IV. После Конрада круну узурпира Фридрихов незаконити син Манфред Сицилијански уместо малолетног Конрадина. Хоенштауфовци на Сицилији су имали норманску крв преко Констанце Сицилијанске. Хоенштауфовци су увек држали сараценске војнике као најоданији део војске, односно као гарду. Током читавог раздобља власти Хоенштауфоваца одвијао се непрекидни сукоб са папама.

## Анжујци, побуна против њих и арагонски период
Уз помоћ папе Карло I Анжујац убија 1266. у бици код Беневента Манфреда Сицилијанског и папа га крунише 1266. као краља Сицилије.
Становништво Сицилије је било огорчено владавином Француза, што доводи до побуне 1282, зване Сицилијанска вечерња. Побуна је била успешна и нови краљ Сицилије постаје Педро III од Арагона. Међутим том победом краљевина је подељена на два дела. Јужни део Италије остаје у рукама Анжујаца и отада се назива Напуљска краљевина, а острво Сицилија остаје краљевина Сицилија. Уследио је Рат сицилијанске вечерње, који је окончан 1302. миром у Калтабелоти.
Сицилија постаје независна краљевина којим владају рођаци краљева Арагона, а од 1409. краљевина Сицилија долази под арагонску круну. Тек 1816. од краљевине Сицилије и Напуљске краљевине настаје Краљевина Две Сицилије.